# Валь-де-Вірве
Валь-де-Вірве (фр. Val de Virvée) — муніципалітет у Франції, у регіоні Нова Аквітанія, департамент Жиронда. Валь-де-Вірве утворено 1 січня 2016 року шляхом злиття муніципалітетів Обі-е-Еспессас, Сент-Антуан i Саліньяк. Адміністративним центром муніципалітету є Обі-е-Еспессас. Населення — 3705 осіб (01.01.2021).